# Cabo de Hornos
Cabo de Hornos is een gemeente in de Chileense provincie Antártica Chilena in de regio Magallanes y la Antártica Chilena. Cabo de Hornos telde 2.063 inwoners in 2017.
De Diego Ramírezeilanden behoren tot de gemeente.

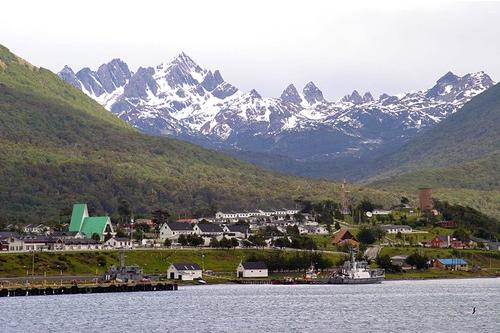
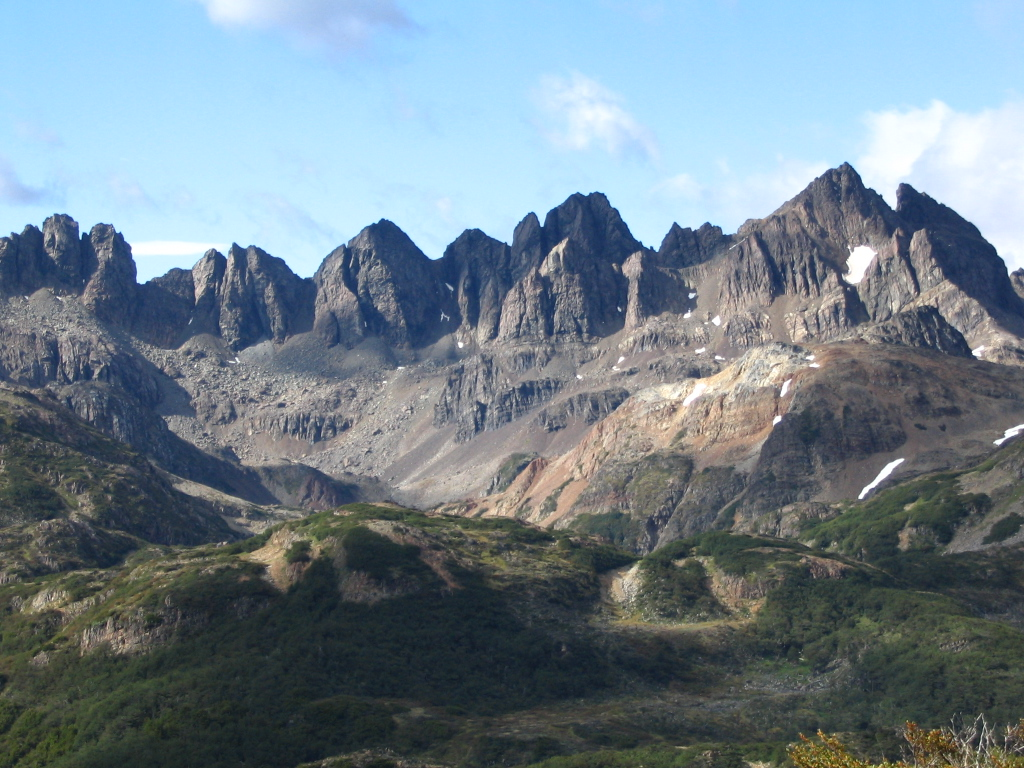
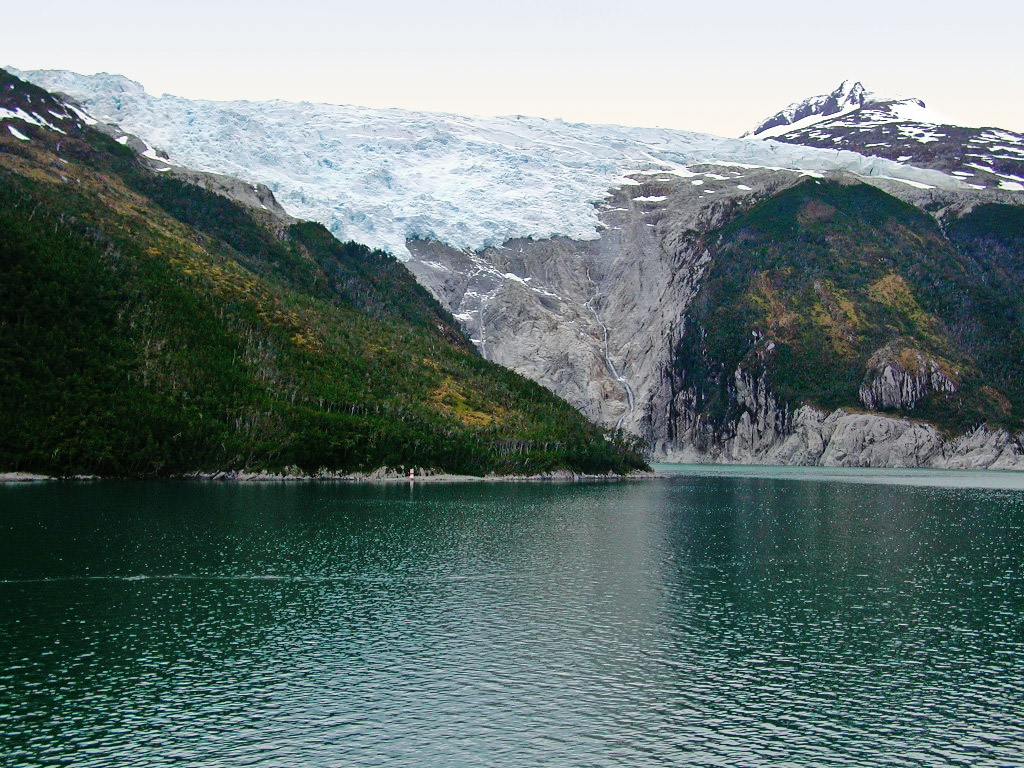
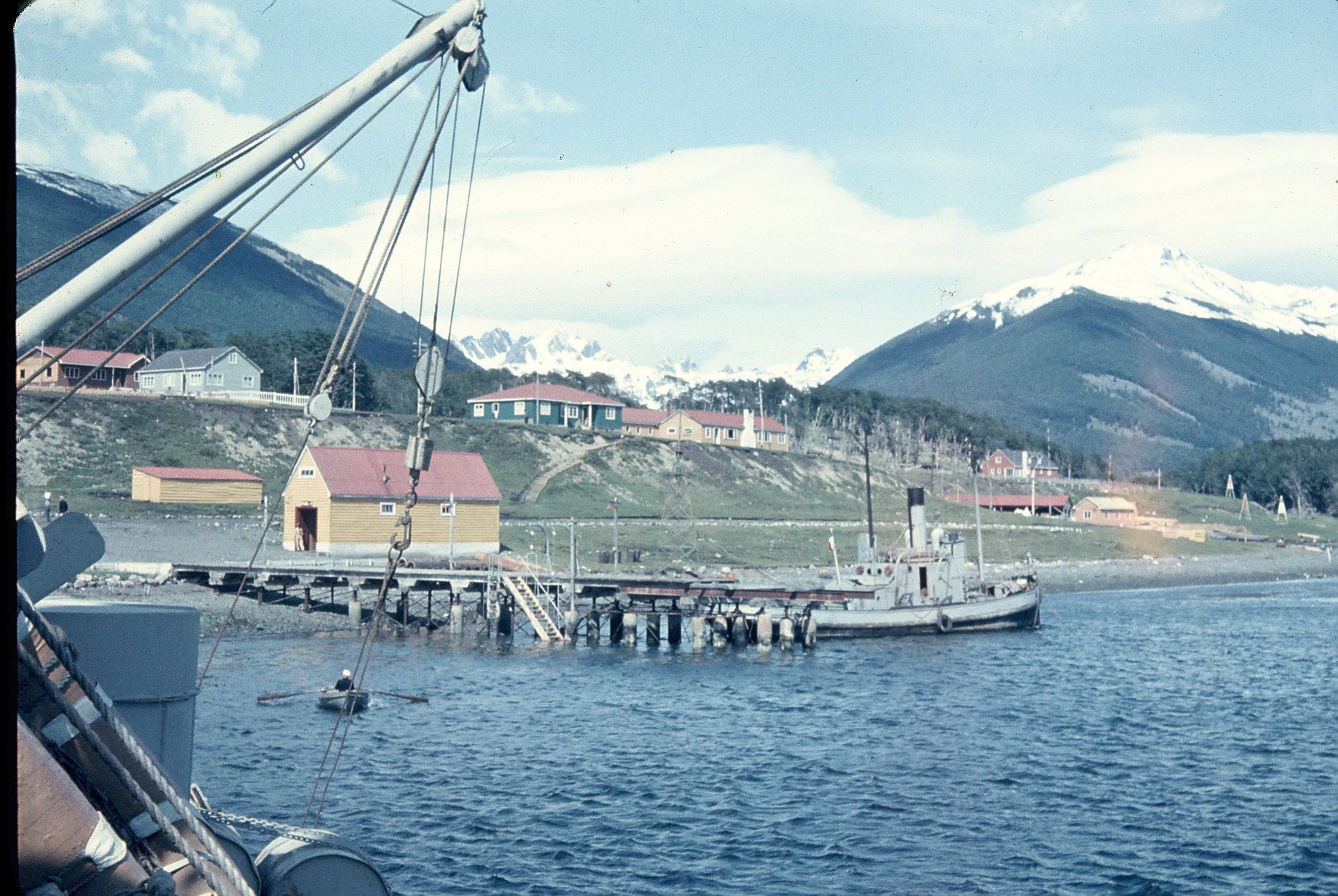